# Tyrannochthonius heterodentatus
Tyrannochthonius heterodentatus är en spindeldjursart som beskrevs av Beier 1930. Tyrannochthonius heterodentatus ingår i släktet Tyrannochthonius och familjen käkklokrypare. Inga underarter finns listade i Catalogue of Life.